# Пюизё, Пьер Анри
Пьер Анри Пюизё (фр. Pierre Henri Puiseux) — французский астроном, сын Виктора Пюизё.

## Биография
Поступил в Парижскую обсерваторию в 1879 году. Вместе с Лёви занимался фотографированием Луны. Результатом их работ явился ряд статей о строении лунной поверхности и, наконец: «Atlas photogräphique de la Lune, publié par l’observatoire de Paris, exécuté par Loewy et Puiseux», безусловно лучший в своём роде. Другие работы Пюизё касаются определения постоянной аберрации, теории équatorial condé, векового ускорения Луны. В 1897 году Пюизё назначен профессором в Faculté des sciences de Paris.

## Эпонимы
В его честь назван кратер на Луне.